# Lê Văn Đô
Lê Văn Đô (Tam Kỳ, 7 de agosto de 2001) es un futbolista vietnamita que juega en la demarcación de extremo para el Cong An Hanoi FC de la V.League 1.

## Selección nacional
Tras jugar en varias categorías inferiores de la selección, finalmente hizo su debut con la selección absoluta de Vietnam el 9 de enero de 2024 en un encuentro amistoso contra Kirguistán que finalizó con un resultado de 2-1 a favor del combinado kirguís tras los goles de Ayzar Akmatov y Joel Kojo para Kirguistán, y de Trương Tiến Anh para Vietnam.

## Clubes
| Club                      | País    | Año       | Partidos | Goles |
| ------------------------- | ------- | --------- | -------- | ----- |
| SHB Da Nang (cedido)      | Vietnam | 2021-2022 | 4        | 0     |
| PVF-CAND FC               | Vietnam | 2022      | 20       | 5     |
| Cong An Hanoi FC (cedido) | Vietnam | 2023      | 17       | 4     |
| PVF-CAND FC               | Vietnam | 2023-2024 | 17       | 1     |
| Cong An Hanoi FC (cedido) | Vietnam | 2024-     | 18       | 4     |